# Теорема Гопфа — Рінова
Теорема Гопфа — Рінова стверджує, що для лінійно зв'язного ріманового многовиду {\displaystyle M} наступні твердження еквівалентні:
- {\displaystyle M} — є повним метричним простором;
- Для деякої точки {\displaystyle p\in M} експоненційне відображення {\displaystyle \exp _{p}:T_{p}\to M} визначено для всіх векторів у {\displaystyle T_{p}} (де {\displaystyle T_{p}} — дотичний простір до {\displaystyle M} в точці {\displaystyle p}); Простори з такими властивостями називаються геодезично повними;
- Кожна множина, обмежена і замкнута в {\displaystyle M}, є компактною.

## Наслідки
- Будь-які дві точки p і q в лінійно зв'язному повному рімановому многовиді можна з'єднати геодезичною лінією довжина якої рівна відстані між p і q;
- Будь-яка геодезична в лінійно зв'язному повному рімановому многовиді є необмеженою, тобто визначена для всіх дійсних чисел.

## Приклади
- Сфера {\displaystyle \mathbb {S} ^{n}}, евклідовий простір {\displaystyle \mathbb {R} ^{n}} і гіперболічний простір {\displaystyle \mathbb {H} ^{n}} є геодезично повними;
- Всі компактні зв'язані ріманові многовиди є геодезично повними;
- Метричний простір {\displaystyle M:=\mathbb {R} ^{2}\setminus \{0\}} з метрикою інкукованою звичайним скалярним добутком не є геодезично повним. Зокрема точки {\displaystyle p=(x_{1},x_{2})\in M} і {\displaystyle q=(-x_{1},-x_{2})\in M} не зв'язані жодною геодезичною лінією в {\displaystyle M}.

## Узагальнення
- Теорема Гопфа — Рінова вірна для просторів з внутрішньою метрикою, не обов'язково рімановою (наприклад, фінслерових): якщо {\displaystyle (X,\rho )} — локально компактний повний метричний простір з внутрішньою метрикою, то будь-які дві точки простору {\displaystyle X} можна з'єднати найкоротшою лінією.
- Теорема Гопфа — Рінова не вірна в нескінченновимірних просторах зокрема дві точки скінченновимірного повного Гільбертового многовиду можуть не бути сполученими жодною геодезичною лінією[1]. Твердження теореми також неправильне для псевдоріманових многовидів зокрема многовидів Лоренца[2].